# Potez 58
Le Potez 58 était un avion de tourisme et d'affaires, développé au milieu des années 1930 à ailes hautes sécurité à trois monoplans.

## Histoire
Il faisait partie de la famille des Potez 43 dont la cellule n'a pas beaucoup changé. Les moteurs en étaient plus puissants. Un prototype Potez 58 effectua son premier vol le 7 mars 1934, et en septembre la première variante de série Potez 580 a volé, avec un moteur en étoile Potez 6B de 120 ch. 80 appareils de cette variante furent construits.
D'autres variantes virent le jour, construites en petites séries identifiables par le dernier chiffre dans la désignation. La deuxième variante construite dans une série plus importante fut le Potez 585-108.

### Histoire opérationnelle
L'armée de l'air française exploita 99 Potez 585.

## Construction
Le Potez 58 était un monoplan à aile haute. Son aile rectangulaire muni de deux longerons et aux extrémités arrondies était soutenu par des haubans métalliques en forme de V. Elles étaient munies de fentes de bords d'attaque permettant le retardement du phénomène de décrochage. La cabine fermée était équipée de trois sièges. Son train d'atterrissage fixe recevait des carénages de roues en forme de goutte d'eau et à l'arrière un patin était installé.
Il était motorisé par un moteur en étoile à l'avant avec un anneau Townend entraînant une hélice bipale (spécifications Potez 585).

## Variantes
- Potez 58  - prototype
- Potez 580 - première variante de la série de 1934, moteur Potez 6B de 120 ch, 80 exemplaires construits.
- Potez 582 -
- Potez 584 - variante avec un moteur en ligne de Havilland Gipsy Major de 120 ch, 4 exemplaires construits en 1935.
- Potez 585 - avion de liaisons à moteur Potez 6Ba de 130 ch, 108 exemplaires construits
- Potez 586 - Variante quadriplace 10 exemplaires construits en 1936-1937